# Pyrausta rungsi
Pyrausta rungsi là một loài bướm đêm trong họ Crambidae.